# 2004–2005-ös szlovák labdarúgó-bajnokság (első osztály)
A 2004–2005-ös szlovák nemzeti labdarúgó-bajnokság első osztálya tíz csapat részvételével rajtolt. A címvédő MŠK Žilina nem tudta megvédeni bajnoki címét, a bajnokság győztese az FC Artmedia Bratislava csapata lett. A gólkirály 22 góllal Filip Šebo lett.

## Végeredmény
| #   | Csapat                | M  | GY | D  | V  | G+ – G– | GK  | P  | Megjegyzések                                   |
| --- | --------------------- | -- | -- | -- | -- | ------- | --- | -- | ---------------------------------------------- |
| 1.  | Artmedia Bratislava   | 36 | 20 | 12 | 4  | 64–28   | +36 | 72 | 2005–2006-os Bajnokok Ligája – 1. selejtezőkör |
| 2.  | MŠK ŽilinaCV          | 36 | 19 | 8  | 9  | 73–34   | +39 | 65 | 2005–2006-os UEFA-kupa – 1. selejtezőkör       |
| 3.  | Dukla Banská Bystrica | 36 | 13 | 13 | 10 | 45–38   | +7  | 52 | 2005–2006-os UEFA-kupa – 2. selejtezőkör       |
| 4.  | ZŤS Dubnica nad Váhom | 36 | 13 | 12 | 11 | 42–43   | −1  | 51 |                                                |
| 5.  | Spartak Trnava        | 36 | 12 | 10 | 14 | 39–37   | +2  | 46 |                                                |
| 6.  | Matador Púchov        | 36 | 12 | 10 | 14 | 31–43   | −12 | 46 |                                                |
| 7.  | MFK Ružomberok        | 36 | 11 | 10 | 15 | 50–57   | −7  | 43 |                                                |
| 8.  | AS Trenčín            | 36 | 12 | 7  | 17 | 36–50   | −14 | 43 |                                                |
| 9.  | Inter Bratislava      | 36 | 9  | 11 | 16 | 37–60   | −23 | 38 |                                                |
| 10. | Rimavská SobotaÚ      | 36 | 7  | 11 | 18 | 30–57   | −27 | 32 |                                                |

Forrás: rsssf.com 
A rangsorolás alapszabályai: 1. összpontszám, 2. egymás elleni eredmények összpontszáma, 3. gólkülönbség, 4. szerzett gólok száma.
Az FK Dukla Banská Bystrica kupagyőztesként indulhatott az UEFA-kupa második selejtezőkörében.
(B): Bajnokcsapat, (K): Kieső csapat, (F): Feljutó csapat, (I): Kupainduló, (R): A rájátszás győztese, (KGY): Kupagyőztes

## Külső hivatkozások
- A bajnokság honlapja